# Réunion au sommet du Mile-High
Ne doit pas être confondu avec Eight Miles High.
Réunion au sommet du Mile-High (titre original : The Reunion at the Mile-High) est une nouvelle uchronique de science-fiction écrite par Frederik Pohl et publiée en 1989. Cette nouvelle fait partie de l'anthologie Les Fils de Fondation présentée par Martin H. Greenberg et se termine par une chute particulièrement percutante et inattendue.

## Résumé
Cinquante ans après 1939 et la création du club de science-fiction des Futurians, Frederik Pohl et ses anciens compagnons se retrouvent au sommet du Mile-High Building, building new yorkais caractérisé par sa hauteur d'un mile, ce qui fait de lui l'immeuble le plus élevé du monde. 
Pohl, qui est le narrateur, se remémore sa jeunesse en compagnie d'Isaac Asimov et d'autres talentueux auteurs de science-fiction.
Au fur et à mesure que le narrateur évoque son passé, on se rend compte que le récit est une uchronie dont le point de divergence se situe justement en 1939 : alors que dans la réalité Albert Einstein avait écrit un célèbre courrier au président Roosevelt pour l'engager à lancer la construction d'une bombe atomique (ce qui aura lieu avec le Projet Manhattan), dans ce monde uchronique, Einstein a été devancé par le biologiste Alexis Carrel qui a proposé au président Roosevelt le lancement d'un vaste programme de recherches biologiques. Roosevelt, peu au fait de la physique nucléaire, a préféré le projet plus aisé à comprendre (et bien moins onéreux) de Carrel, et a ordonné le lancement du « Projet de Pasadena », qui entraîné la fin de la Seconde Guerre mondiale par l'action d'agents infectieux très virulents.
La suite de l'histoire fut celle-ci : les États-Unis ont été les pionniers d'un développement extraordinaire de la médecine et de la biologie (découverte du vaccin contre le cancer en 1950), tandis que les travaux d'Einstein étaient ignorés et que l'énergie atomique n'était jamais inventée, les humains se tournant vers d'autres sources d'énergie plus rentables et plus puissantes .
Mais tous les membres des Futuriens sont réunis aujourd'hui en 1989 autour d'Isaac Asimov, qui est le centre de la soirée. Tous les journalistes tournent autour de lui, quémandant des anecdotes, des souvenirs, des bribes d'explications. La notoriété d'Asimov devance nettement celle de tous les autres auteurs de SF réunis dans le building.
La dernière page de la nouvelle présente un bref dialogue entre Isaac Asimov et Frederik Pohl. Asimov demande à Pohl combien de livres il a publiés : une centaine ? ou un peu plus ? et combien de livres de vulgarisation scientifique ? Asimov remarque que Pohl a été un auteur très prolifique en matière de SF. La dernière phrase d'Asimov, qui clôt la nouvelle, est : « Parfois je me dis que moi-aussi j'aurais peut-être pu écrire des choses de potable ». La nouvelle prend alors tout son sel humoristique : Asimov doit son immense célébrité, non pas en raison de son activité d'écrivain de science-fiction, mais en raison de son activité de biologiste hors pair !